# Hugo Henckel von Donnersmarck

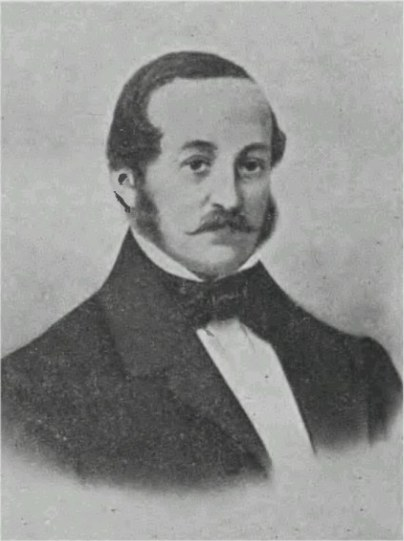
Hugo Henckel von Donnersmarck

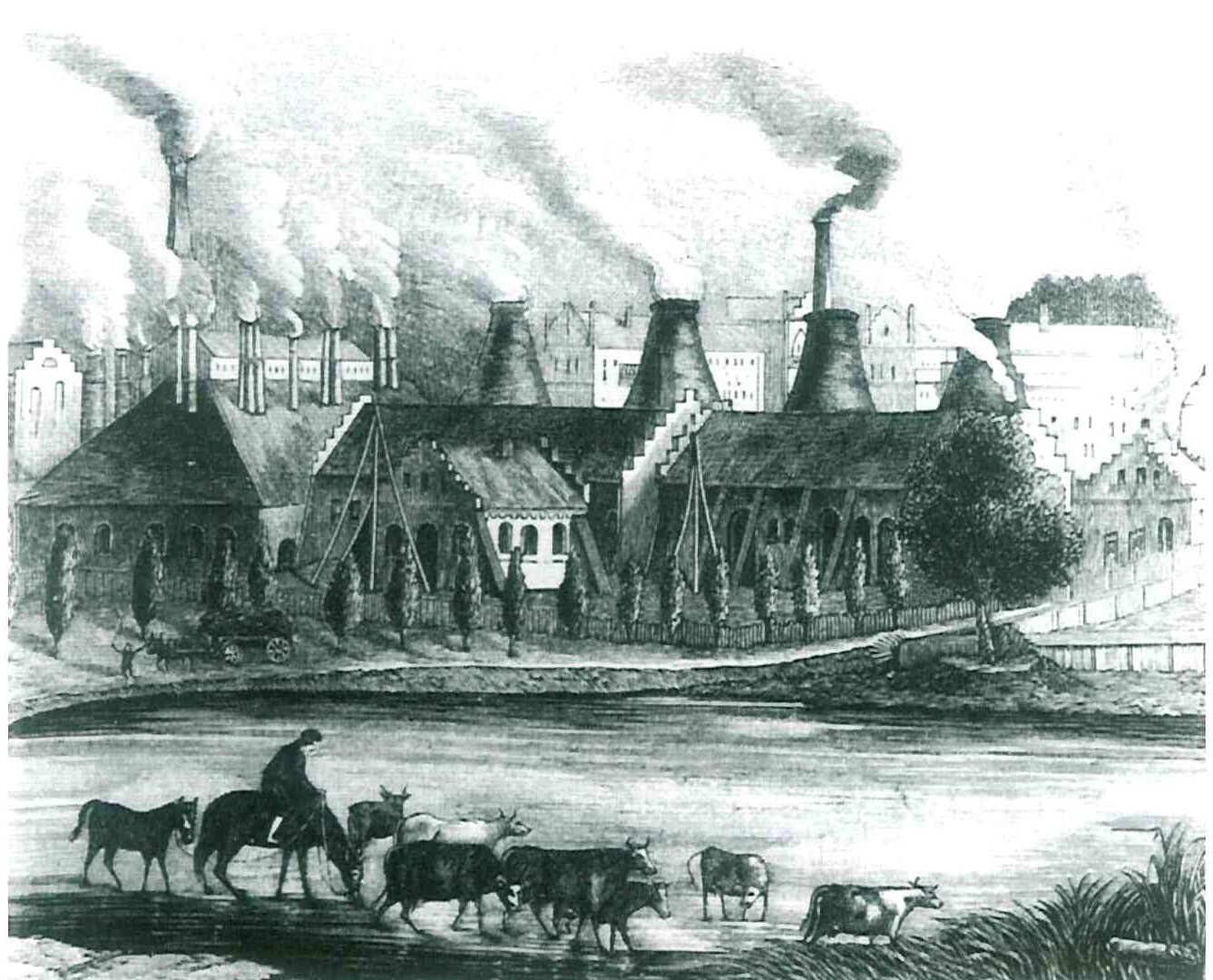
Laurahütte (1840)

Hugo Graf Henckel von Donnersmarck (* 26. April 1811 in Siemianowitz, Kreis Beuthen; † 4. Oktober 1890 in Wien) war ein deutsch-österreichischer Unternehmer.

## Herkunft
Seine Eltern waren Carl Henckel von Donnersmarck (1784–1813) und dessen Ehefrau die Gräfin Eugenie von Wengersky (1790–1858). Sein Vater war Fideikommissherr auf Beuthen, preußischer Legationsrat und fiel 1813 als preußischer Hauptmann in der Schlacht bei Großgörschen. Sein Großvater war Lazarus III. Henckel von Donnersmarck. Seine Mutter heiratete 1823 den Grafen Konrad von Sternberg (1798–1860), Herr der Herrschaft Raudnitz.

## Leben
Als er als 21-Jähriger im Jahr 1832 die väterlichen Besitzungen in Beuthen/Oberschlesien übernahm, stellte sich schon bald sein Geschick für Landwirtschaft, Tierzucht sowie Schwerindustrie heraus. So errichtete er in Laurahütte das erste Puddel- und Walzstahlwerk auf deutschem Boden. 1846 übernahm er auch die Besitzungen der Familie Henckel von Donnersmarck in Kärnten, vor allem um Wolfsberg und Bad St. Leonhard im Lavanttal. Hier reorganisierte er die Stahlindustrie und verlegte sie von Frantschach-Sankt Gertraud im Bezirk Wolfsberg nach Zeltweg in der Steiermark, wo er kurz darauf ebenfalls ein Puddel- und Walzstahlwerk errichten ließ. Im Jahr 1871 ging ein Großteil seiner montanindustriellen Unternehmen in Oberschlesien an die Aktiengesellschaft Vereinigte Königs- und Laurahütte über. Um den Verlust der Stahlindustrie in der Gemeinde Frantschach zu kompensieren, errichtete er dort 1881/82 eine Natron-Zellstoff- und Papierfabrik, die auch heute noch unter dem Namen Mondi Packaging Frantschach GmbH existiert und der größte Arbeitgeber der Gemeinde Frantschach ist.
Ebenfalls verdient machte er sich um die Stadt Wolfsberg, wo er Mitte des 19. Jahrhunderts das über der Stadt weithin sichtbare Schloss Wolfsberg erwarb, welches er im neugotischen Tudorstil erneuern ließ. Eine weitere seiner noch heute existierenden Hinterlassenschaften ist das Palais Henckel von Donnersmarck in Wien, welches 1872 als Geschenk für seine zweite Ehefrau Laura erbaut wurde. Nach ihrem Tod wurde es verkauft und bildete bis 2013 gemeinsam mit dem Palais Leitenberger einen Teil des Radisson SAS Palais Hotels.

## Familie
Er heiratete 1830 in Raudnitz die Gräfin Laura von Hardenberg (* 8. September 1812; † 24. Dezember 1857), eine Tochter des Geheimen Rates Graf Friedrich August von Hardenberg (1770–1837) und der Gräfin Elisabeth von Czettritz-Neuhaus (* 1782). Das Paar hatte vier Söhne und eine Tochter, darunter:
- Hugo Karl Lazarus Eugen Friedrich (* 31. Juli 1832; † 2. April 1908) ⚭ 1856 Gräfin Wanda von Gaschin (* 7. Dezember 1837; † 30. August 1908)
- Lazarus (* 23. Mai 1835; † 18. Dezember 1914) ⚭ Gräfin Maria von Schweinitz und Krain (* 2. Januar 1838; † 18. Februar 1914)
- Arthur (* 20. November 1836; † 27. Juli 1921) ⚭ Gräfin Eleonora Schaffgotsch genannt Semperfrei von und zu Kynast und Greiffenstein (* 11. März 1837; † 22. Dezember 1891)
- Alfons (1840–1856)
- Laura (* 30. August 1838; † 22. November 1931)

⚭ 1855 Graf Hippolyte Karl Maria von Renard (1831–1855), Sohn von Andreas Maria von Renard
⚭ 1857 Johann Joseph Arthur Graf von Saurma Freiherr von Jeltsch-Lorzendorf (1831–1878)
Nach dem Tod seiner ersten Frau heiratete er 1859 in Wien Laura von Kaszonyi (* 7. Januar 1836; † 11. Dezember 1905), eine Tochter des Johann von Kaszonyi und der Rosalie Pongracz. Die Ehe blieb ohne Kinder.